# Lecanemab
Lecanemab, vendido sob a marca Leqembi, é um medicamento de anticorpo monoclonal usado para o tratamento da doença de Alzheimer O lecanemab é um anticorpo direcionado para beta-amilóide.  É administrado por infusão intravenosa
O lecanemab foi aprovado para uso médico nos Estados Unidos em janeiro de 2023

## Usos médicos
Lecanemab é indicado para o tratamento da doença de Alzheimer

## Efeitos adversos
Lecanemab pode causar anormalidades de imagem relacionadas ao amiloide

## Modo de ação
Lecanemab é um anticorpo monoclonal que consiste na versão humanizada de um anticorpo de camundongo, mAb158, que reconhece protofibrilas e previne a deposição de beta-amilóide em modelos animais da doença de Alzheimer

## História
Em julho de 2022, a Food and Drug Administration (FDA) dos EUA aceitou um pedido de aprovação acelerada para o lecanemab e concedeu-lhe a designação de revisão prioritária.
Em setembro de 2022, a Biogen anunciou resultados positivos de um ensaio clínico de fase III em andamento
Em novembro de 2022, foi anunciado que o medicamento foi um sucesso nos ensaios clínicos e ultrapassou sua meta de atingir os desfechos primários
A eficácia do lecanemab foi avaliada em um estudo duplo-cego, controlado por placebo, de grupos paralelos, para determinação de dose de 856 participantes com doença de Alzheimer O tratamento foi iniciado em participantes com comprometimento cognitivo leve ou estágio de demência leve da doença e presença confirmada de patologia beta-amilóide Os participantes que receberam o tratamento tiveram uma redução significativa dependente da dose e do tempo da placa beta amilóide, com os participantes recebendo a dose aprovada de lecanemab, 10 miligramas/quilograma a cada duas semanas, tendo uma redução estatisticamente significativa na placa amilóide cerebral desde o início até a semana 79 em comparação para o braço placebo, que não teve redução da placa beta-amilóide.

## Sociedade e cultura

### Status legal
Em janeiro de 2023, o FDA concedeu aprovação acelerada para o lecanemab A FDA concedeu o pedido de fast track de lecanemab, revisão prioritária e designações de terapia inovadora A aprovação da Leqembi foi concedida à Eisai R&D Management Co., Ltd.

### economia
O preço do lecanemab é de US$26,500 por ano

### Nomes
Lecanemab é o nome internacional não proprietário

## Investigação
Foi desenvolvido em conjunto pelas empresas Biogen e Eisai e está em ensaios clínicos para o tratamento da doença de Alzheimer.
Ele mostrou um progresso estatisticamente significativo, mas menor, com estudos sugerindo uma diminuição no declínio cognitivo em participantes com Alzheimer em comparação com um grupo de controle que recebeu um placebo